# Liga Premier de Kazajistán 2025
La Liga Premier de Kazajistán 2025 es la 34.ª edición de la máxima competición profesional de fútbol en Kazajistán. El torneo comenzó el 1 de marzo de 2025 y finalizara el 26 de octubre de 2025.
Un total de 14 equipos participan en la competición, incluyendo 12 equipos de la temporada anterior y 2 provenientes de la Primera División de Kazajistán 2024.
El Kairat Almaty es el campeón defensor.

## Formato
La competición consta de un grupo único integrado por catorce clubes de toda la geografía de Kazajistán. Siguiendo un sistema de liga, los catorce equipos se enfrentan todos contra todos en dos ocasiones, una en campo propio y otra en campo contrario, sumando un total de 26 jornadas. El orden de los encuentros se decide por sorteo antes de empezar la competición y la clasificación final se establece teniendo en cuenta los puntos obtenidos en cada enfrentamiento, a razón de tres por partido ganado, uno por empate y ninguno en caso de derrota.

### Clasificación para competiciones europeas
El mejor equipo se clasificará para la Liga de Campeones de la UEFA 2026-27. El campeón de la Copa de Kazajistán 2025 y los siguientes dos mejores equipos ubicados no clasificados a la Liga de Campeones de la UEFA 2026-27 y a la Liga Europa de la UEFA 2026-27 clasificarán a la Liga Conferencia de la UEFA 2026-27 y los últimos tres descenderán a la Primera División de Kazajistán 2026.
No obstante, esta distribución se puede ver alterada si alguno de los equipos que han obtenido una plaza en alguna competición europea a través de las competiciones nacionales hubiera obtenido una plaza diferente tras la consecución de algún título europeo en la misma temporada, o hubiera obtenido dos plazas distintas en competiciones nacionales (una a través de la Liga y otra a través de la Copa), provocando así las siguientes dos excepciones:
- Excepción de la Copa de Kazajistán: Si un equipo obtiene una plaza para la Liga Conferencia de la UEFA por ganar la Copa de Kazajistán, pero finaliza la temporada en el primer lugar de la Liga Premier de Kazajistán, la plaza obtenida en Copa pasa al segundo clasificado, siendo el equipo clasificado en cuarto lugar quien acceda a la plaza de la Liga Conferencia de la UEFA.

## Relevos
Catorce equipos compiten en la liga: los 12 mejores equipos de la Liga Premier de Kazajistán 2024 y los 2 equipos promovidos de la Primera División de Kazajistán 2024.
Los equipos ascendidos son Okzhetpes Kokshetau, que ascendió tras 1 temporada de ausencia y Ulytau, que ascendió por primera vez en su historia a la Liga Premier de Kazajistán. Reemplazarán a Shakhter Karagandá, que descendió por primera vez en su historia a la Primera División de Kazajistán
| Pos. | Descendidos a Primera División de Kazajistán |
| ---- | -------------------------------------------- |
| 13.º | Shakhter Karagandá                           |

| Pos. | Ascendidos de Primera División de Kazajistán |
| ---- | -------------------------------------------- |
| 1.º  | Okzhetpes Kokshetau                          |
| 2.º  | Ulytau                                       |

## Información
| Equipo              | Ciudad      | Entrenador           | Capitán            | Estadio                        | Capacidad | Proveedor |
| ------------------- | ----------- | -------------------- | ------------------ | ------------------------------ | --------- | --------- |
| Aktobe              | Aktobé      | Vyacheslav Levchuk   | Alibek Kasym       | Central Stadium                | 13 200    | Adidas    |
| Astaná              | Astaná      | Grigory Babayan      | Abzal Beysebekov   | Astana Arena                   | 30 254    | Adidas    |
| Atyrau              | Atirau      | Kuanysh Kabdulov     | Rinat Dzhumatov    | Munaishy Stadium               | 8 900     | Macron    |
| Elimai              | Semey       | Andrey Karpovich     | Serikzhan Muzhikov | Spartak Stadium                | 8 000     | Puma      |
| Kairat Almaty       | Almaty      | Rafael Urazbakhtin   | João Paulo         | Central Stadium                | 23 804    | Joma      |
| Kaisar Kyzylorda    | Kyzylorda   | Viktor Kumykov       | Duman Narzildaev   | Gany Muratbayev Stadium        | 7 500     | Adidas    |
| Kyzyl-Zhar SK       | Petropavl   | Milić Ćurčić         | Oleksandr Noyok    | Karasai Stadium                | 11 000    | Kelme     |
| Okzhetpes Kokshetau | Kokshetau   | Andrey Ferapontov    | Niyaz Idrisov      | Torpedo Stadium                | 10 000    | Jako      |
| Ordabasy Shymkent   | Shymkent    | Andrei Martin        | Askhat Tagybergen  | Kazhymukan Munaitpasov Stadium | 20 000    | Puma      |
| Tobol Kostanai      | Kostanái    | Nurbol Zhumaskaliyev | Roman Asrankulov   | Central Stadium                | 10 500    | Macron    |
| Turan               | Turkestán   | Vitaly Zhukovsky     | Ruslan Yudenkov    | Turkistan Arena                | 7 000     | Adidas    |
| Ulytau              | Jezkazgan   | Ivan Azovskiy        | Demiyat Slambekov  | Metallurg Stadium              | 2 500     | Cikers    |
| Zhenis              | Astaná      | Akis Vavalis         | Krystian Nowak     | Astana Arena                   | 30 200    | Joma      |
| Zhetysu Taldykorgan | Taldykorgan | Samat Smakov         | Soslan Takulov     | Samat Suyumbayev Stadium       | 4 000     | Adidas    |

### Cambios de entrenadores
| Equipo              | Entrenador (Jornadas) | Fecha de vacante | Tipo de salida | Posición en la tabla | Entrenador entrante  | Fecha de nombramiento |
| ------------------- | --------------------- | ---------------- | -------------- | -------------------- | -------------------- | --------------------- |
| Atyrau              | Vitaly Zhukovsky      |                  |                | Pretemporada         | Konstantin Gorovenko |                       |
| Kyzyl-Zhar SK       | Ali Aliyev            |                  |                | Pretemporada         | Aleksandr Brazevich  |                       |
| Ordabasy Shymkent   | Kirill Keker          |                  |                | Pretemporada         | Andrei Martin        |                       |
| Turan               | Rinat Alyuetov        |                  |                | Pretemporada         | Vitaly Zhukovsky     |                       |
| Zhetysu Taldykorgan | Kayrat Nurdauletov    |                  |                | Pretemporada         | Samat Smakov         |                       |
| Aktobe              | Ihor Leonov           |                  |                |                      | Vyacheslav Levchuk   |                       |
| Atyrau              | Konstantin Gorovenko  |                  |                |                      | Kuanysh Kabdulov     |                       |
| Kyzyl-Zhar SK       | Aleksandr Brazevich   |                  |                |                      | Milić Ćurčić         |                       |

## Localización
| Región                   | N.º | Equipos                              |
| ------------------------ | --- | ------------------------------------ |
| Akmolá                   | 3   | Astaná, Okzhetpes Kokshetau y Zhenis |
| Turkestán                | 2   | Ordabasy Shymkent y Turan            |
| Abai                     | 1   | Elimai                               |
| Aktobé                   | 1   | Aktobe                               |
| Almatý                   | 1   | Kairat Almaty                        |
| Atirau                   | 1   | Atyrau                               |
| Jetisu                   | 1   | Zhetysu Taldykorgan                  |
| Kazajistán Septentrional | 1   | Kyzyl-Zhar SK                        |
| Kostanái                 | 1   | Tobol Kostanai                       |
| Kyzylorda                | 1   | Kaisar Kyzylorda                     |
| Ulytau                   | 1   | Ulytau                               |

## Clasificación

### Tabla de posiciones
| Pos. | Equipo              | Pts. | PJ | G  | E  | P  | GF | GC | Dif. | Clasificación 2026-27                                |
| ---- | ------------------- | ---- | -- | -- | -- | -- | -- | -- | ---- | ---------------------------------------------------- |
| 1    | Astaná              | 43   | 19 | 13 | 4  | 2  | 45 | 16 | +29  | Primera ronda clasificatoria de la Liga de Campeones |
| 2    | Kairat Almaty       | 43   | 20 | 13 | 4  | 3  | 41 | 17 | +24  | Primera ronda clasificatoria de la Liga Conferencia  |
| 3    | Tobol Kostanai      | 41   | 19 | 12 | 5  | 2  | 35 | 18 | +17  | Primera ronda clasificatoria de la Liga Conferencia  |
| 4    | Aktobe              | 36   | 20 | 11 | 3  | 6  | 29 | 17 | +12  |                                                      |
| 5    | Elimai              | 35   | 21 | 10 | 5  | 6  | 31 | 22 | +9   |                                                      |
| 6    | Okzhetpes Kokshetau | 29   | 21 | 8  | 5  | 8  | 28 | 29 | −1   |                                                      |
| 7    | Zhenis              | 28   | 20 | 6  | 10 | 4  | 23 | 17 | +6   |                                                      |
| 8    | Ordabasy Shymkent   | 28   | 20 | 7  | 7  | 6  | 24 | 19 | +5   |                                                      |
| 9    | Zhetysu Taldykorgan | 23   | 21 | 5  | 8  | 8  | 17 | 29 | −12  |                                                      |
| 10   | Kyzyl-Zhar SK       | 21   | 21 | 4  | 9  | 8  | 21 | 27 | −6   |                                                      |
| 11   | Kaisar Kyzylorda    | 18   | 20 | 3  | 9  | 8  | 19 | 32 | −13  |                                                      |
| 12   | Turan               | 15   | 21 | 4  | 3  | 14 | 15 | 39 | −24  | Descenso a la Primera División de Kazajistán         |
| 13   | Ulytau              | 14   | 20 | 3  | 5  | 12 | 11 | 30 | −19  | Descenso a la Primera División de Kazajistán         |
| 14   | Atyrau              | 11   | 21 | 2  | 5  | 14 | 13 | 40 | −27  | Descenso a la Primera División de Kazajistán         |

Actualizado a los partidos jugados el 17 de agosto de 2025.
 Fuente: Liga Premier de Kazajistán
Criterios de clasificación: Puntos · Diferencia de goles · Partidos ganados · Goles a favor · Goles a favor como visitante · Puntos en enfrentamientos directos · Partidos ganados en enfrentamientos directos · Diferencia de goles en enfrentamientos directos · Goles a favor en enfrentamientos directos · Goles a favor como visitante en enfrentamientos directos · Sorteo

### Evolución de la clasificación
| Equipo              | 01 | 02 | 03 | 04 | 05  | 06  | 07  | 08   | 09   | 10   | 11   | 12   | 13   | 14   | 15   | 16   | 17  | 18  | 19  | 20  | 21  | 22 | 23 | 24 | 25 | 26 |
| ------------------- | -- | -- | -- | -- | --- | --- | --- | ---- | ---- | ---- | ---- | ---- | ---- | ---- | ---- | ---- | --- | --- | --- | --- | --- | -- | -- | -- | -- | -- |
| Astaná              | 6  | 2  | 3  | 3  | 3*  | 2*  | 2*  | 2*   | 2*   | 3*   | 3*   | 2*   | 1*   | 1*   | 1*   | 1*   | 1   | 1   | 2*  | 2** | 1** |    |    |    |    |    |
| Kairat Almaty       | 4  | 1  | 1  | 1  | 1   | 1   | 1   | 1*   | 1*   | 1*   | 2*   | 3*   | 2*   | 2*   | 2*   | 2*   | 2*  | 2   | 1   | 1*  | 2*  |    |    |    |    |    |
| Tobol Kostanai      | 1  | 3  | 4  | 4  | 4*  | 3*  | 5*  | 5**  | 4**  | 4**  | 4*** | 4*** | 4*** | 4*** | 3*** | 4*** | 3** | 3*  | 3*  | 3** | 3** |    |    |    |    |    |
| Aktobe              | 8  | 4  | 2  | 2  | 2*  | 4*  | 4*  | 4**  | 3**  | 2*   | 1*   | 1*   | 3*   | 3*   | 4*   | 3*   | 4*  | 4*  | 4*  | 4*  | 4*  |    |    |    |    |    |
| Elimai              | 12 | 5  | 5  | 5  | 5*  | 5*  | 3*  | 3**  | 5**  | 7**  | 5**  | 5**  | 6**  | 6**  | 5**  | 5**  | 5*  | 5   | 5   | 5   | 5   |    |    |    |    |    |
| Okzhetpes Kokshetau | 13 | 8  | 6  | 8  | 8*  | 7*  | 7*  | 7**  | 6**  | 5**  | 7**  | 6**  | 5**  | 5**  | 6**  | 6**  | 6*  | 6   | 6   | 6   | 6   |    |    |    |    |    |
| Zhenis              | 11 | 10 | 8  | 7  | 7*  | 10* | 10* | 10** | 10** | 10** | 11** | 12** | 13** | 12** | 9**  | 9**  | 8*  | 8   | 8   | 8*  | 7*  |    |    |    |    |    |
| Ordabasy Shymkent   | 10 | 14 | 14 | 13 | 13* | 9*  | 8*  | 8**  | 7**  | 6**  | 6*** | 7*** | 7*** | 7*** | 7*** | 7*** | 7** | 7*  | 7*  | 7*  | 8*  |    |    |    |    |    |
| Zhetysu Taldykorgan | 5  | 9  | 13 | 9  | 9*  | 11* | 12* | 12** | 12** | 11** | 12** | 11** | 11** | 13** | 13** | 10** | 10* | 11  | 10  | 9   | 9   |    |    |    |    |    |
| Kyzyl-Zhar SK       | 7  | 11 | 11 | 11 | 11* | 8*  | 6*  | 6**  | 9**  | 9**  | 8**  | 8**  | 8**  | 8**  | 8**  | 8**  | 9*  | 9   | 9   | 10  | 10  |    |    |    |    |    |
| Kaisar Kyzylorda    | 9  | 12 | 10 | 12 | 12* | 12* | 11* | 11** | 11** | 12*  | 10*  | 10*  | 10*  | 9*   | 10*  | 11*  | 12* | 10  | 11* | 11* | 11* |    |    |    |    |    |
| Turan               | 2  | 6  | 7  | 6  | 6*  | 6*  | 9*  | 9**  | 8**  | 8**  | 9**  | 9**  | 9**  | 10** | 12** | 13** | 13* | 13  | 13  | 13  | 12  |    |    |    |    |    |
| Ulytau              | 14 | 13 | 12 | 14 | 14* | 14* | 14* | 14** | 14** | 14** | 14** | 13** | 12** | 11** | 11** | 12** | 11* | 12* | 12* | 12* | 13* |    |    |    |    |    |
| Atyrau              | 3  | 7  | 9  | 10 | 10  | 13  | 13  | 13   | 13   | 13   | 13   | 14   | 14   | 14   | 14   | 14   | 14  | 14  | 14  | 14  | 14  |    |    |    |    |    |

(*) Indica la posición del equipo con un partido pendiente
(**) Indica la posición del equipo con dos partidos pendientes
(***) Indica la posición del equipo con tres partidos pendientes

## Resultados

### Primera vuelta
| Jornada 1         | Jornada 1 | Jornada 1           | Jornada 1                      | Jornada 1  | Jornada 1 | Jornada 1    |
| Local             | Resultado | Visitante           | Estadio                        | Fecha      | Hora      | Espectadores |
| ----------------- | --------- | ------------------- | ------------------------------ | ---------- | --------- | ------------ |
| Atyrau            | 2 – 1     | Elimai              | Munaishy Stadium               | 1 de marzo | 15:00     | 1 500        |
| Ordabasy Shymkent | 0 – 0     | Aktobe              | Kazhymukan Munaitpasov Stadium | 1 de marzo | 16:00     | 7 000        |
| Tobol Kostanai    | 2 – 0     | Ulytau              | Central Stadium                | 1 de marzo | 18:00     | 3 000        |
| Kaisar Kyzylorda  | 0 – 0     | Zhenis              | Gany Muratbayev Stadium        | 2 de marzo | 15:00     | 2 000        |
| Turan             | 2 – 0     | Okzhetpes Kokshetau | Turkistan Arena                | 2 de marzo | 16:00     | 2 500        |
| Kyzyl-Zhar SK     | 1 – 1     | Zhetysu Taldykorgan | Karasai Stadium                | 2 de marzo | 17:00     | 200          |
| Astaná            | 1 – 1     | Kairat Almaty       | Astana Arena                   | 2 de marzo | 18:00     | 26 153       |

| Jornada 2           | Jornada 2 | Jornada 2         | Jornada 2                | Jornada 2  | Jornada 2 | Jornada 2    |
| Local               | Resultado | Visitante         | Estadio                  | Fecha      | Hora      | Espectadores |
| ------------------- | --------- | ----------------- | ------------------------ | ---------- | --------- | ------------ |
| Okzhetpes Kokshetau | 2 – 1     | Atyrau            | Torpedo Stadium          | 8 de marzo | 15:00     | 2 500        |
| Zhenis              | 0 – 0     | Tobol Kostanai    | Astana Arena             | 8 de marzo | 16:00     | 6 565        |
| Zhetysu Taldykorgan | 0 – 0     | Ulytau            | Samat Suyumbayev Stadium | 8 de marzo | 16:00     | 300          |
| Kairat Almaty       | 4 – 0     | Ordabasy Shymkent | Central Stadium          | 8 de marzo | 18:00     | 6 899        |
| Aktobe              | 2 – 1     | Turan             | Central Stadium          | 9 de marzo | 15:00     | 3 000        |
| Elimai              | 2 – 0     | Kaisar Kyzylorda  | Spartak Stadium          | 9 de marzo | 17:00     | 5 300        |
| Kyzyl-Zhar SK       | 0 – 2     | Astaná            | Karasai Stadium          | 9 de marzo | 19:00     | 8 000        |

| Jornada 3         | Jornada 3 | Jornada 3           | Jornada 3                      | Jornada 3   | Jornada 3 | Jornada 3    |
| Local             | Resultado | Visitante           | Estadio                        | Fecha       | Hora      | Espectadores |
| ----------------- | --------- | ------------------- | ------------------------------ | ----------- | --------- | ------------ |
| Kaisar Kyzylorda  | 2 – 2     | Okzhetpes Kokshetau | Gany Muratbayev Stadium        | 29 de marzo | 15:00     | 2 000        |
| Turan             | 1 – 2     | Kairat Almaty       | Turkistan Arena                | 29 de marzo | 16:00     | 3 700        |
| Atyrau            | 0 – 4     | Aktobe              | Munaishy Stadium               | 30 de marzo | 15:00     | 5 500        |
| Astaná            | 3 – 0     | Zhetysu Taldykorgan | Astana Arena                   | 30 de marzo | 16:00     | 8 922        |
| Ulytau            | 1 – 1     | Zhenis              | Metallurg Stadium              | 30 de marzo | 16:00     | 4 000        |
| Ordabasy Shymkent | 0 – 0     | Kyzyl-Zhar SK       | Kazhymukan Munaitpasov Stadium | 30 de marzo | 17:00     | 3 000        |
| Tobol Kostanai    | 1 – 1     | Elimai              | Central Stadium                | 30 de marzo | 18:00     | 2 700        |

| Jornada 4           | Jornada 4 | Jornada 4         | Jornada 4                | Jornada 4   | Jornada 4 | Jornada 4    |
| Local               | Resultado | Visitante         | Estadio                  | Fecha       | Hora      | Espectadores |
| ------------------- | --------- | ----------------- | ------------------------ | ----------- | --------- | ------------ |
| Okzhetpes Kokshetau | 0 – 1     | Tobol Kostanai    | Torpedo Stadium          | 5 de abril  | 15:00     | 3 500        |
| Zhetysu Taldykorgan | 0 – 0     | Zhenis            | Samat Suyumbayev Stadium | 5 de abril  | 16:00     | 200          |
| Kyzyl-Zhar SK       | 2 – 3     | Turan             | Karasai Stadium          | 5 de abril  | 17:00     | 200          |
| Astaná              | 2 – 1     | Ordabasy Shymkent | Astana Arena             | 5 de abril  | 19:00     | 10 052       |
| Aktobe              | 4 – 1     | Kaisar Kyzylorda  | Central Stadium          | 6 de abril  | 16:00     | 3 000        |
| Elimai              | 3 – 0     | Ulytau            | Spartak Stadium          | 6 de abril  | 17:00     | 3 480        |
| Kairat Almaty       | 4 – 0     | Atyrau            | Central Stadium          | 16 de abril | 19:00     | 5 342        |

| Jornada 5         | Jornada 5 | Jornada 5           | Jornada 5                      | Jornada 5   | Jornada 5 | Jornada 5    |
| Local             | Resultado | Visitante           | Estadio                        | Fecha       | Hora      | Espectadores |
| ----------------- | --------- | ------------------- | ------------------------------ | ----------- | --------- | ------------ |
| Ulytau            | 0 – 1     | Okzhetpes Kokshetau | Metallurg Stadium              | 19 de abril | 15:00     | 1 900        |
| Atyrau            | 1 – 2     | Kyzyl-Zhar SK       | Munaishy Stadium               | 19 de abril | 16:00     | 2 500        |
| Ordabasy Shymkent | 1 – 0     | Zhetysu Taldykorgan | Kazhymukan Munaitpasov Stadium | 19 de abril | 17:00     | 1 900        |
| Tobol Kostanai    | 2 – 0     | Aktobe              | Central Stadium                | 19 de abril | 19:00     | 3 000        |
| Kaisar Kyzylorda  | 0 – 0     | Kairat Almaty       | Gany Muratbayev Stadium        | 20 de abril | 15:00     | 3 500        |
| Turan             | 1 – 1     | Astaná              | Turkistan Arena                | 20 de abril | 17:00     | 3 500        |
| Zhenis            | 0 – 1     | Elimai              | Astana Arena                   | 20 de abril | 19:00     | 5 500        |

| Jornada 6           | Jornada 6 | Jornada 6        | Jornada 6                      | Jornada 6   | Jornada 6 | Jornada 6    |
| Local               | Resultado | Visitante        | Estadio                        | Fecha       | Hora      | Espectadores |
| ------------------- | --------- | ---------------- | ------------------------------ | ----------- | --------- | ------------ |
| Okzhetpes Kokshetau | 1 – 1     | Zhenis           | Torpedo Stadium                | 26 de abril | 15:00     | 2 098        |
| Zhetysu Taldykorgan | 0 – 3     | Elimai           | Samat Suyumbayev Stadium       | 26 de abril | 17:00     | 3 000        |
| Aktobe              | 1 – 0     | Ulytau           | Central Stadium                | 26 de abril | 19:00     | 12 400       |
| Astaná              | 2 – 1     | Atyrau           | Astana Arena                   | 26 de abril | 19:00     | 5 895        |
| Kyzyl-Zhar SK       | 2 – 1     | Kaisar Kyzylorda | Karasai Stadium                | 27 de abril | 15:00     | 100          |
| Ordabasy Shymkent   | 1 – 0     | Turan            | Kazhymukan Munaitpasov Stadium | 27 de abril | 16:00     | 2 000        |
| Kairat Almaty       | 2 – 1     | Tobol Kostanai   | Central Stadium                | 27 de abril | 17:00     | 9 754        |

| Jornada 7        | Jornada 7 | Jornada 7           | Jornada 7               | Jornada 7 | Jornada 7 | Jornada 7    |
| Local            | Resultado | Visitante           | Estadio                 | Fecha     | Hora      | Espectadores |
| ---------------- | --------- | ------------------- | ----------------------- | --------- | --------- | ------------ |
| Ulytau           | 1 – 4     | Kairat Almaty       | Metallurg Stadium       | 3 de mayo | 15:00     | 3 800        |
| Zhenis           | 0 – 1     | Aktobe              | Astana Arena            | 3 de mayo | 15:00     | 4 500        |
| Atyrau           | 1 – 2     | Ordabasy Shymkent   | Munaishy Stadium        | 3 de mayo | 16:00     | 3 500        |
| Turan            | 0 – 0     | Zhetysu Taldykorgan | Turkistan Arena         | 3 de mayo | 19:00     | 1 400        |
| Kaisar Kyzylorda | 1 – 1     | Astaná              | Gany Muratbayev Stadium | 4 de mayo | 17:00     | 3 800        |
| Elimai           | 0 – 2     | Okzhetpes Kokshetau | Spartak Stadium         | 4 de mayo | 18:00     | 8 000        |
| Tobol Kostanai   | 2 – 1     | Kyzyl-Zhar SK       | Central Stadium         | 4 de mayo | 19:00     | 2 800        |

| Jornada 8           | Jornada 8 | Jornada 8           | Jornada 8                      | Jornada 8  | Jornada 8 | Jornada 8    |
| Local               | Resultado | Visitante           | Estadio                        | Fecha      | Hora      | Espectadores |
| ------------------- | --------- | ------------------- | ------------------------------ | ---------- | --------- | ------------ |
| Zhenis              | 1 – 2     | Kairat Almaty       | Astana Arena                   | 9 de mayo  | 19:00     | 8 500        |
| Kyzyl-Zhar SK       | 2 – 1     | Ulytau              | Karasai Stadium                | 10 de mayo | 15:00     | 7 000        |
| Turan               | 1 – 0     | Atyrau              | Turkistan Arena                | 10 de mayo | 18:00     | 1 150        |
| Astaná              | 1 – 3     | Tobol Kostanai      | Astana Arena                   | 10 de mayo | 19:00     | 7 200        |
| Zhetysu Taldykorgan | 1 – 3     | Okzhetpes Kokshetau | Samat Suyumbayev Stadium       | 11 de mayo | 15:00     | 3 000        |
| Ordabasy Shymkent   | 5 – 0     | Kaisar Kyzylorda    | Kazhymukan Munaitpasov Stadium | 11 de mayo | 17:00     | 8 500        |
| Aktobe              | 1 – 0     | Elimai              | Central Stadium                | 11 de mayo | 19:00     | 12 400       |

| Jornada 9           | Jornada 9 | Jornada 9           | Jornada 9               | Jornada 9  | Jornada 9 | Jornada 9    |
| Local               | Resultado | Visitante           | Estadio                 | Fecha      | Hora      | Espectadores |
| ------------------- | --------- | ------------------- | ----------------------- | ---------- | --------- | ------------ |
| Okzhetpes Kokshetau | 1 – 3     | Aktobe              | Torpedo Stadium         | 17 de mayo | 16:00     | T.B.D        |
| Atyrau              | 1 – 1     | Zhetysu Taldykorgan | Munaishy Stadium        | 17 de mayo | 17:00     | T.B.D        |
| Ulytau              | 0 – 2     | Astaná              | Metallurg Stadium       | 18 de mayo | 16:00     | T.B.D        |
| Kaisar Kyzylorda    | 1 – 0     | Turan               | Gany Muratbayev Stadium | 18 de mayo | 18:00     | T.B.D        |
| Zhenis              | 0 – 0     | Kyzyl-Zhar SK       | Astana Arena            | 18 de mayo | 18:00     | T.B.D        |
| Elimai              | 1 – 0     | Kairat Almaty       | Spartak Stadium         | 18 de mayo | 20:00     | T.B.D        |
| Tobol Kostanai      | v.s.      | Ordabasy Shymkent   | Central Stadium         | T.B.D      | T.B.D     | T.B.D        |

| Jornada 10          | Jornada 10 | Jornada 10          | Jornada 10                     | Jornada 10 | Jornada 10 | Jornada 10   |
| Local               | Resultado  | Visitante           | Estadio                        | Fecha      | Hora       | Espectadores |
| ------------------- | ---------- | ------------------- | ------------------------------ | ---------- | ---------- | ------------ |
| Kairat Almaty       | 1 – 2      | Okzhetpes Kokshetau | Central Stadium                | 24 de mayo | 18:00      | 6 734        |
| Astaná              | 4 – 2      | Zhenis              | Astana Arena                   | 24 de mayo | 19:30      | 8 465        |
| Ordabasy Shymkent   | 0 – 1      | Ulytau              | Kazhymukan Munaitpasov Stadium | 24 de mayo | 19:30      | 9 000        |
| Zhetysu Taldykorgan | 2 – 1      | Aktobe              | Samat Suyumbayev Stadium       | 25 de mayo | 16:00      | 3 000        |
| Atyrau              | 1 – 2      | Kaisar Kyzylorda    | Munaishy Stadium               | 25 de mayo | 18:00      | 3 000        |
| Kyzyl-Zhar SK       | 1 – 1      | Elimai              | Karasai Stadium                | 25 de mayo | 18:00      | 4 500        |
| Turan               | 1 – 2      | Tobol Kostanai      | Turkistan Arena                | 25 de mayo | 19:30      | 700          |

| Jornada 11          | Jornada 11 | Jornada 11          | Jornada 11              | Jornada 11 | Jornada 11 | Jornada 11   |
| Local               | Resultado  | Visitante           | Estadio                 | Fecha      | Hora       | Espectadores |
| ------------------- | ---------- | ------------------- | ----------------------- | ---------- | ---------- | ------------ |
| Elimai              | 0 – 2      | Astaná              | Spartak Stadium         | 30 de mayo | 17:00      | 8 500        |
| Zhenis              | 2 – 2      | Ordabasy Shymkent   | Astana Arena            | 30 de mayo | 17:00      | 2 500        |
| Tobol Kostanai      | 5 – 0      | Atyrau              | Central Stadium         | 30 de mayo | 17:30      | 4 500        |
| Aktobe              | 1 – 2      | Kairat Almaty       | Central Stadium         | 30 de mayo | 19:00      | 12 400       |
| Okzhetpes Kokshetau | 3 – 2      | Kyzyl-Zhar SK       | Torpedo Stadium         | 31 de mayo | 15:00      | 2 800        |
| Ulytau              | 2 – 1      | Turan               | Metallurg Stadium       | 31 de mayo | 15:00      | 2 500        |
| Kaisar Kyzylorda    | 2 – 2      | Zhetysu Taldykorgan | Gany Muratbayev Stadium | 31 de mayo | 19:00      | 3 500        |

| Jornada 12          | Jornada 12 | Jornada 12          | Jornada 12                     | Jornada 12  | Jornada 12 | Jornada 12   |
| Local               | Resultado  | Visitante           | Estadio                        | Fecha       | Hora       | Espectadores |
| ------------------- | ---------- | ------------------- | ------------------------------ | ----------- | ---------- | ------------ |
| Atyrau              | 0 – 1      | Ulytau              | Munaishy Stadium               | 14 de junio | 17:00      | 2 500        |
| Kyzyl-Zhar SK       | 1 – 1      | Aktobe              | Karasai Stadium                | 14 de junio | 17:00      | 4 000        |
| Zhetysu Taldykorgan | 2 – 2      | Kairat Almaty       | Samat Suyumbayev Stadium       | 14 de junio | 17:00      | 4 000        |
| Turan               | 0 – 2      | Zhenis              | Turkistan Arena                | 14 de junio | 19:00      | 800          |
| Astaná              | 5 – 2      | Okzhetpes Kokshetau | Astana Arena                   | 15 de junio | 17:00      | 5 953        |
| Kaisar Kyzylorda    | 1 – 1      | Tobol Kostanai      | Gany Muratbayev Stadium        | 15 de junio | 19:00      | 3 500        |
| Ordabasy Shymkent   | 1 – 1      | Elimai              | Kazhymukan Munaitpasov Stadium | 15 de junio | 19:00      | 6 500        |

| Jornada 13          | Jornada 13 | Jornada 13          | Jornada 13        | Jornada 13    | Jornada 13 | Jornada 13   |
| Local               | Resultado  | Visitante           | Estadio           | Fecha         | Hora       | Espectadores |
| ------------------- | ---------- | ------------------- | ----------------- | ------------- | ---------- | ------------ |
| Kairat Almaty       | 1 – 0      | Kyzyl-Zhar SK       | Central Stadium   | 21 de junio   | 17:00      | T.B.D        |
| Zhenis              | 2 – 0      | Atyrau              | Astana Arena      | 21 de junio   | 17:00      | T.B.D        |
| Elimai              | 2 – 1      | Turan               | Spartak Stadium   | 21 de junio   | 19:00      | T.B.D        |
| Tobol Kostanai      | 2 – 1      | Zhetysu Taldykorgan | Central Stadium   | 21 de junio   | 19:00      | T.B.D        |
| Okzhetpes Kokshetau | 0 – 1      | Ordabasy Shymkent   | Torpedo Stadium   | 21 de junio   | 19:30      | T.B.D        |
| Aktobe              | 0 – 1      | Astaná              | Central Stadium   | 22 de junio   | 19:00      | T.B.D        |
| Ulytau              | v.s.       | Kaisar Kyzylorda    | Metallurg Stadium | 18 de octubre | 17:00      | T.B.D        |

### Segunda vuelta
| Jornada 14        | Jornada 14 | Jornada 14          | Jornada 14                     | Jornada 14  | Jornada 14 | Jornada 14   |
| Local             | Resultado  | Visitante           | Estadio                        | Fecha       | Hora       | Espectadores |
| ----------------- | ---------- | ------------------- | ------------------------------ | ----------- | ---------- | ------------ |
| Ulytau            | 1 – 2      | Zhetysu Taldykorgan | Metallurg Stadium              | 28 de junio | 16:00      | 3 000        |
| Atyrau            | 0 – 0      | Okzhetpes Kokshetau | Munaishy Stadium               | 28 de junio | 17:00      | 3 000        |
| Tobol Kostanai    | 2 – 2      | Zhenis              | Central Stadium                | 29 de junio | 17:00      | 3 500        |
| Turan             | 0 – 3      | Aktobe              | Turkistan Arena                | 29 de junio | 17:00      | 600          |
| Astaná            | 3 – 3      | Kyzyl-Zhar SK       | Astana Arena                   | 29 de junio | 19:00      | 6 630        |
| Kaisar Kyzylorda  | 1 – 2      | Elimai              | Gany Muratbayev Stadium        | 29 de junio | 19:00      | 3 500        |
| Ordabasy Shymkent | 0 – 1      | Kairat Almaty       | Kazhymukan Munaitpasov Stadium | 29 de junio | 19:00      | 10 000       |

| Jornada 15          | Jornada 15 | Jornada 15        | Jornada 15               | Jornada 15 | Jornada 15 | Jornada 15   |
| Local               | Resultado  | Visitante         | Estadio                  | Fecha      | Hora       | Espectadores |
| ------------------- | ---------- | ----------------- | ------------------------ | ---------- | ---------- | ------------ |
| Kairat Almaty       | 4 – 0      | Turan             | Central Stadium          | 4 de julio | 19:00      | 5 137        |
| Kyzyl-Zhar SK       | 0 – 0      | Ordabasy Shymkent | Karasai Stadium          | 5 de julio | 17:00      | 3 500        |
| Zhenis              | 2 – 0      | Ulytau            | Astana Arena             | 5 de julio | 17:00      | 3 000        |
| Aktobe              | 2 – 0      | Atyrau            | Central Stadium          | 5 de julio | 19:00      | 11 500       |
| Elimai              | 2 – 3      | Tobol Kostanai    | Spartak Stadium          | 5 de julio | 19:00      | 7 000        |
| Zhetysu Taldykorgan | 0 – 2      | Astaná            | Samat Suyumbayev Stadium | 6 de julio | 18:00      | 2 000        |
| Okzhetpes Kokshetau | 4 – 2      | Kaisar Kyzylorda  | Torpedo Stadium          | 6 de julio | 19:30      | 300          |

| Jornada 16        | Jornada 16 | Jornada 16          | Jornada 16                     | Jornada 16  | Jornada 16 | Jornada 16   |
| Local             | Resultado  | Visitante           | Estadio                        | Fecha       | Hora       | Espectadores |
| ----------------- | ---------- | ------------------- | ------------------------------ | ----------- | ---------- | ------------ |
| Atyrau            | 1 – 4      | Kairat Almaty       | Munaishy Stadium               | 6 de abril  | 15:00      | 4 000        |
| Kaisar Kyzylorda  | 1 – 2      | Aktobe              | Gany Muratbayev Stadium        | 14 de mayo  | 20:30      | 3 200        |
| Ulytau            | 1 – 1      | Elimai              | Metallurg Stadium              | 12 de julio | 16:00      | 2 000        |
| Turan             | 1 – 2      | Kyzyl-Zhar SK       | Turkistan Arena                | 12 de julio | 19:00      | 1 000        |
| Tobol Kostanai    | 2 – 1      | Okzhetpes Kokshetau | Central Stadium                | 13 de julio | 17:00      | 4 200        |
| Zhenis            | 3 – 1      | Zhetysu Taldykorgan | Astana Arena                   | 13 de julio | 17:00      | 500          |
| Ordabasy Shymkent | 1 – 0      | Astaná              | Kazhymukan Munaitpasov Stadium | 13 de julio | 19:00      | 8 000        |

| Jornada 17          | Jornada 17 | Jornada 17        | Jornada 17               | Jornada 17  | Jornada 17 | Jornada 17   |
| Local               | Resultado  | Visitante         | Estadio                  | Fecha       | Hora       | Espectadores |
| ------------------- | ---------- | ----------------- | ------------------------ | ----------- | ---------- | ------------ |
| Astaná              | 7 – 0      | Turan             | Astana Arena             | 18 de julio | 19:00      | 5 000        |
| Elimai              | 1 – 2      | Zhenis            | Spartak Stadium          | 19 de julio | 17:00      | 6 000        |
| Kairat Almaty       | 1 – 1      | Kaisar Kyzylorda  | Central Stadium          | 19 de julio | 17:00      | 5 123        |
| Okzhetpes Kokshetau | 1 – 0      | Ulytau            | Torpedo Stadium          | 19 de julio | 19:00      | 100          |
| Kyzyl-Zhar SK       | 0 – 1      | Atyrau            | Karasai Stadium          | 20 de julio | 17:00      | 2 500        |
| Aktobe              | 0 – 0      | Tobol Kostanai    | Central Stadium          | 20 de julio | 19:00      | 12 000       |
| Zhetysu Taldykorgan | 1 – 0      | Ordabasy Shymkent | Samat Suyumbayev Stadium | 20 de julio | 19:00      | 3 000        |

| Jornada 18       | Jornada 18 | Jornada 18          | Jornada 18              | Jornada 18       | Jornada 18 | Jornada 18   |
| Local            | Resultado  | Visitante           | Estadio                 | Fecha            | Hora       | Espectadores |
| ---------------- | ---------- | ------------------- | ----------------------- | ---------------- | ---------- | ------------ |
| Atyrau           | 0 – 2      | Astaná              | Munaishy Stadium        | 30 de abril      | 18:00      | T.B.D        |
| Zhenis           | 0 – 0      | Okzhetpes Kokshetau | Astana Arena            | 25 de julio      | 18:00      | T.B.D        |
| Elimai           | 3 – 0      | Zhetysu Taldykorgan | Spartak Stadium         | 26 de julio      | 17:00      | T.B.D        |
| Tobol Kostanai   | 1 – 3      | Kairat Almaty       | Central Stadium         | 26 de julio      | 17:00      | T.B.D        |
| Kaisar Kyzylorda | 1 – 0      | Kyzyl-Zhar SK       | Gany Muratbayev Stadium | 26 de julio      | 19:00      | T.B.D        |
| Turan            | 0 – 4      | Ordabasy Shymkent   | Turkistan Arena         | 27 de julio      | 19:00      | T.B.D        |
| Ulytau           | v.s.       | Aktobe              | Metallurg Stadium       | 20 de septiembre | 18:00      | T.B.D        |

| Jornada 19          | Jornada 19 | Jornada 19       | Jornada 19                     | Jornada 19  | Jornada 19 | Jornada 19   |
| Local               | Resultado  | Visitante        | Estadio                        | Fecha       | Hora       | Espectadores |
| ------------------- | ---------- | ---------------- | ------------------------------ | ----------- | ---------- | ------------ |
| Okzhetpes Kokshetau | 1 – 1      | Elimai           | Torpedo Stadium                | 2 de agosto | 16:00      | T.B.D        |
| Kairat Almaty       | 1 – 0      | Ulytau           | Central Stadium                | 2 de agosto | 17:00      | T.B.D        |
| Kyzyl-Zhar SK       | 0 – 2      | Tobol Kostanai   | Karasai Stadium                | 2 de agosto | 17:00      | T.B.D        |
| Aktobe              | 0 – 2      | Zhenis           | Central Stadium                | 3 de agosto | 19:00      | T.B.D        |
| Ordabasy Shymkent   | 2 – 2      | Atyrau           | Kazhymukan Munaitpasov Stadium | 3 de agosto | 19:00      | T.B.D        |
| Zhetysu Taldykorgan | 1 – 0      | Turan            | Samat Suyumbayev Stadium       | 3 de agosto | 19:00      | T.B.D        |
| Astaná              | v.s.       | Kaisar Kyzylorda | Astana Arena                   | T.B.D       | T.B.D      | T.B.D        |

| Jornada 20          | Jornada 20 | Jornada 20          | Jornada 20              | Jornada 20       | Jornada 20 | Jornada 20   |
| Local               | Resultado  | Visitante           | Estadio                 | Fecha            | Hora       | Espectadores |
| ------------------- | ---------- | ------------------- | ----------------------- | ---------------- | ---------- | ------------ |
| Okzhetpes Kokshetau | 1 – 2      | Zhetysu Taldykorgan | Torpedo Stadium         | 9 de agosto      | 16:00      | T.B.D        |
| Ulytau              | 1 – 1      | Kyzyl-Zhar SK       | Metallurg Stadium       | 9 de agosto      | 16:00      | T.B.D        |
| Atyrau              | 1 – 1      | Turan               | Munaishy Stadium        | 9 de agosto      | 17:00      | T.B.D        |
| Elimai              | 2 – 1      | Aktobe              | Spartak Stadium         | 10 de agosto     | 17:00      | T.B.D        |
| Kaisar Kyzylorda    | 1 – 1      | Ordabasy Shymkent   | Gany Muratbayev Stadium | 10 de agosto     | 19:00      | T.B.D        |
| Tobol Kostanai      | v.s.       | Astaná              | Central Stadium         | 19 de septiembre | 19:00      | T.B.D        |
| Kairat Almaty       | v.s.       | Zhenis              | Central Stadium         | 21 de septiembre | 17:00      | T.B.D        |

| Jornada 21          | Jornada 21 | Jornada 21          | Jornada 21                     | Jornada 21   | Jornada 21 | Jornada 21   |
| Local               | Resultado  | Visitante           | Estadio                        | Fecha        | Hora       | Espectadores |
| ------------------- | ---------- | ------------------- | ------------------------------ | ------------ | ---------- | ------------ |
| Kairat Almaty       | 2 – 3      | Elimai              | Central Stadium                | 16 de agosto | 17:00      | 8 954        |
| Kyzyl-Zhar SK       | 1 – 1      | Zhenis              | Karasai Stadium                | 16 de agosto | 17:00      | 3 000        |
| Turan               | 1 – 0      | Kaisar Kyzylorda    | Turkistan Arena                | 16 de agosto | 19:00      | 1 100        |
| Aktobe              | 2 – 1      | Okzhetpes Kokshetau | Central Stadium                | 17 de agosto | 19:00      | 9 800        |
| Astaná              | 4 – 0      | Ulytau              | Astana Arena                   | 17 de agosto | 19:00      | 3 450        |
| Ordabasy Shymkent   | 2 – 3      | Tobol Kostanai      | Kazhymukan Munaitpasov Stadium | 17 de agosto | 19:00      | 5 000        |
| Zhetysu Taldykorgan | 0 – 0      | Atyrau              | Samat Suyumbayev Stadium       | 17 de agosto | 19:00      | 3 000        |

| Jornada 22          | Jornada 22 | Jornada 22          | Jornada 22              | Jornada 22   | Jornada 22 | Jornada 22   |
| Local               | Resultado  | Visitante           | Estadio                 | Fecha        | Hora       | Espectadores |
| ------------------- | ---------- | ------------------- | ----------------------- | ------------ | ---------- | ------------ |
| Aktobe              | v.s.       | Zhetysu Taldykorgan | Central Stadium         | 23 de agosto | 18:00      | T.B.D        |
| Elimai              | v.s.       | Kyzyl-Zhar SK       | Spartak Stadium         | 23 de agosto | 18:00      | T.B.D        |
| Kaisar Kyzylorda    | v.s.       | Atyrau              | Gany Muratbayev Stadium | 23 de agosto | 18:00      | T.B.D        |
| Okzhetpes Kokshetau | v.s.       | Kairat Almaty       | Torpedo Stadium         | 23 de agosto | 18:00      | T.B.D        |
| Tobol Kostanai      | v.s.       | Turan               | Central Stadium         | 23 de agosto | 18:00      | T.B.D        |
| Ulytau              | v.s.       | Ordabasy Shymkent   | Metallurg Stadium       | 23 de agosto | 18:00      | T.B.D        |
| Zhenis              | v.s.       | Astaná              | Astana Arena            | 23 de agosto | 18:00      | T.B.D        |

| Jornada 23          | Jornada 23 | Jornada 23          | Jornada 23                     | Jornada 23       | Jornada 23 | Jornada 23   |
| Local               | Resultado  | Visitante           | Estadio                        | Fecha            | Hora       | Espectadores |
| ------------------- | ---------- | ------------------- | ------------------------------ | ---------------- | ---------- | ------------ |
| Astaná              | v.s.       | Elimai              | Astana Arena                   | 13 de septiembre | 18:00      | T.B.D        |
| Atyrau              | v.s.       | Tobol Kostanai      | Munaishy Stadium               | 13 de septiembre | 18:00      | T.B.D        |
| Kairat Almaty       | v.s.       | Aktobe              | Central Stadium                | 13 de septiembre | 18:00      | T.B.D        |
| Kyzyl-Zhar SK       | v.s.       | Okzhetpes Kokshetau | Karasai Stadium                | 13 de septiembre | 18:00      | T.B.D        |
| Ordabasy Shymkent   | v.s.       | Zhenis              | Kazhymukan Munaitpasov Stadium | 13 de septiembre | 18:00      | T.B.D        |
| Turan               | v.s.       | Ulytau              | Turkistan Arena                | 13 de septiembre | 18:00      | T.B.D        |
| Zhetysu Taldykorgan | v.s.       | Kaisar Kyzylorda    | Samat Suyumbayev Stadium       | 13 de septiembre | 18:00      | T.B.D        |

| Jornada 24          | Jornada 24 | Jornada 24          | Jornada 24        | Jornada 24       | Jornada 24 | Jornada 24   |
| Local               | Resultado  | Visitante           | Estadio           | Fecha            | Hora       | Espectadores |
| ------------------- | ---------- | ------------------- | ----------------- | ---------------- | ---------- | ------------ |
| Aktobe              | v.s.       | Kyzyl-Zhar SK       | Central Stadium   | 27 de septiembre | 18:00      | T.B.D        |
| Elimai              | v.s.       | Ordabasy Shymkent   | Spartak Stadium   | 27 de septiembre | 18:00      | T.B.D        |
| Kairat Almaty       | v.s.       | Zhetysu Taldykorgan | Central Stadium   | 27 de septiembre | 18:00      | T.B.D        |
| Okzhetpes Kokshetau | v.s.       | Astaná              | Torpedo Stadium   | 27 de septiembre | 18:00      | T.B.D        |
| Tobol Kostanai      | v.s.       | Kaisar Kyzylorda    | Central Stadium   | 27 de septiembre | 18:00      | T.B.D        |
| Ulytau              | v.s.       | Atyrau              | Metallurg Stadium | 27 de septiembre | 18:00      | T.B.D        |
| Zhenis              | v.s.       | Turan               | Astana Arena      | 27 de septiembre | 18:00      | T.B.D        |

| Jornada 25          | Jornada 25 | Jornada 25          | Jornada 25                     | Jornada 25    | Jornada 25 | Jornada 25   |
| Local               | Resultado  | Visitante           | Estadio                        | Fecha         | Hora       | Espectadores |
| ------------------- | ---------- | ------------------- | ------------------------------ | ------------- | ---------- | ------------ |
| Kaisar Kyzylorda    | 1 – 1      | Ulytau              | Gany Muratbayev Stadium        | 22 de junio   | 19:00      | T.B.D        |
| Astaná              | v.s.       | Aktobe              | Astana Arena                   | 18 de octubre | 18:00      | T.B.D        |
| Atyrau              | v.s.       | Zhenis              | Munaishy Stadium               | 18 de octubre | 18:00      | T.B.D        |
| Kyzyl-Zhar SK       | v.s.       | Kairat Almaty       | Karasai Stadium                | 18 de octubre | 18:00      | T.B.D        |
| Ordabasy Shymkent   | v.s.       | Okzhetpes Kokshetau | Kazhymukan Munaitpasov Stadium | 18 de octubre | 18:00      | T.B.D        |
| Turan               | v.s.       | Elimai              | Turkistan Arena                | 18 de octubre | 18:00      | T.B.D        |
| Zhetysu Taldykorgan | v.s.       | Tobol Kostanai      | Samat Suyumbayev Stadium       | 18 de octubre | 18:00      | T.B.D        |

| Jornada 26          | Jornada 26 | Jornada 26        | Jornada 26               | Jornada 26    | Jornada 26 | Jornada 26   |
| Local               | Resultado  | Visitante         | Estadio                  | Fecha         | Hora       | Espectadores |
| ------------------- | ---------- | ----------------- | ------------------------ | ------------- | ---------- | ------------ |
| Aktobe              | v.s.       | Ordabasy Shymkent | Central Stadium          | 26 de octubre | 19:00      | T.B.D        |
| Elimai              | v.s.       | Atyrau            | Spartak Stadium          | 26 de octubre | 19:00      | T.B.D        |
| Kairat Almaty       | v.s.       | Astaná            | Central Stadium          | 26 de octubre | 19:00      | T.B.D        |
| Okzhetpes Kokshetau | v.s.       | Turan             | Torpedo Stadium          | 26 de octubre | 19:00      | T.B.D        |
| Ulytau              | v.s.       | Tobol Kostanai    | Metallurg Stadium        | 26 de octubre | 19:00      | T.B.D        |
| Zhenis              | v.s.       | Kaisar Kyzylorda  | Astana Arena             | 26 de octubre | 19:00      | T.B.D        |
| Zhetysu Taldykorgan | v.s.       | Kyzyl-Zhar SK     | Samat Suyumbayev Stadium | 26 de octubre | 19:00      | T.B.D        |